# Лёуритсен, Даг Отто
Даг Отто Лёуритсен (норв. Dag Otto Lauritzen, 12 сентября 1956) — норвежский велогонщик, призёр Олимпийских игр.
Родился в 1956 году в Гримстаде. В 1984 году на Олимпийских играх в Лос-АНджелесе завоевал бронзовую медаль в групповой гонке. В 1987 году стал первым норвежцем, выигравшим этап Тур де Франс. В 1989 году занял 3-е место на Туре Фландрии.